# Covadonga
Covadonga (asturiano: Cuadonga), dal latino Cova dominica, "Grotta della Madonna", è un villaggio delle Asturie, nella Spagna nordoccidentale.
Situata fra le montagne dei Picos de Europa, fu teatro di una battaglia fra Cristiani e Mori che nel 722 vide per la prima volta la vittoria delle truppe cristiane e segnò l'inizio della Reconquista. Situata ad un'altitudine di 257 metri sul livello del mare a 11 chilometri da Cangas de Onís, ha una superficie di 2,54 km² e una popolazione di 70 persone (2004).

## Storia
Nel 722, i Cristiani iberici vinsero a Covadonga la battaglia contro i Mori. Questa fu la prima vittoria significativa dei Cristiani nell'ambito dell'occupazione musulmana; proprio per questo è spesso considerata l'inizio della successiva Reconquista, la lunga serie di guerre, durata ben 770 anni, con l'intento di espellere i Mori dalla Penisola Iberica. Covadonga è divenuta successivamente un santuario mariano, questo perché tradizione vuole che la Vergine Maria sia apparsa ai soldati di Pelagio in una delle grotte vicino al villaggio, dove l'armata si era radunata per passare la notte in preghiera, dando loro conforto e coraggio.

## Luoghi d'interesse
Numerosi i luoghi di culto e tradizione, dalla caratteristica Santa Cueva luogo della presunta apparizione, ancora preservata con una delle ultime madonne nere europee, una piccola chiesetta scavata nella roccia ed una cascata proprio ai piedi della grotta. Nello stagno sottostante ben nota è la Fontana dei sette cani, che donerebbe la fortuna alle ragazze che la bevono di sposarsi entro l'anno.
Imponente, e più moderna, è invece la Basilica de Santa María la Real de Covadonga, ultimata nel XX secolo ed in stile neoromanico, oltre che dalla colorazione rosea.
Uno dei luoghi più conosciuti di Covadonga sono i celebri ed omonimi laghi, i Laghi di Covadonga appunto. La strada che vi ci conduce, spesso chiusa l'estate per l'eccessivo numero di turisti, è una classica del ciclismo spagnolo.

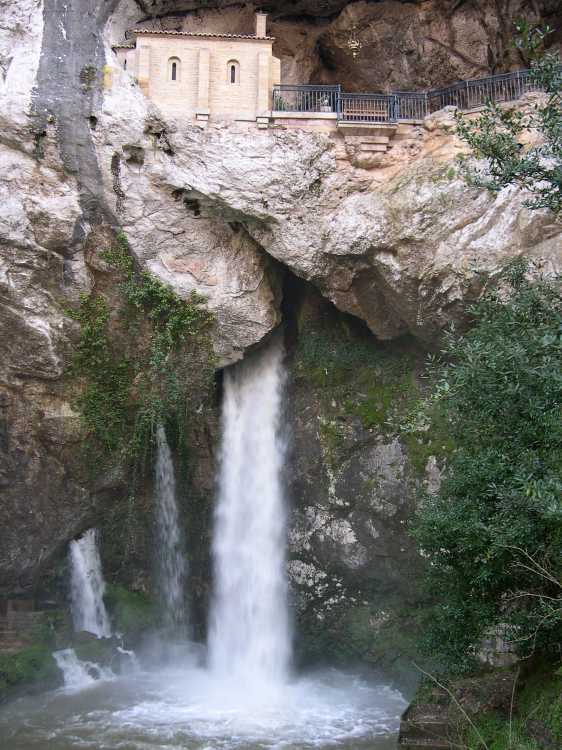
La Santa Cueva
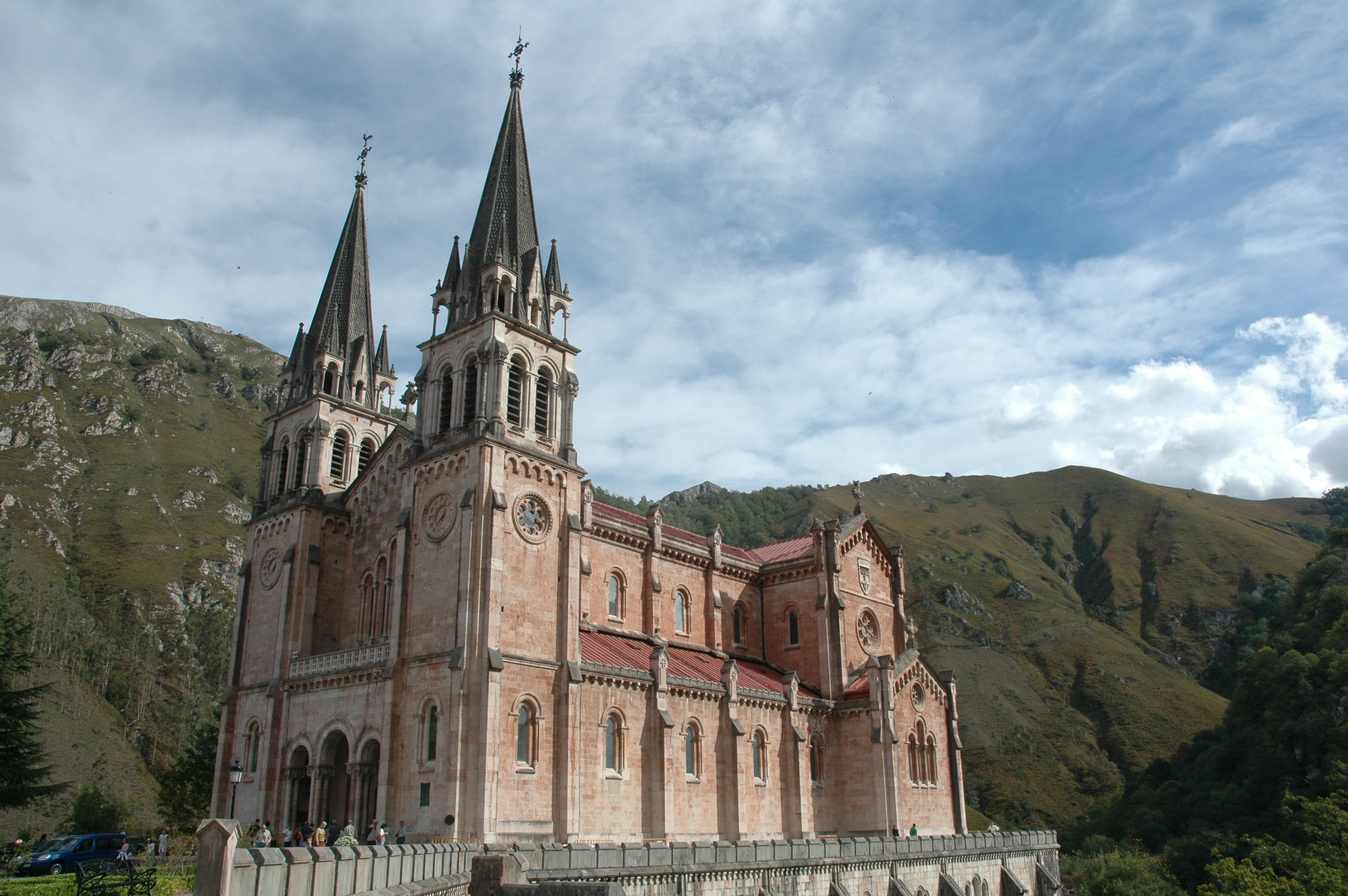
La Basilica
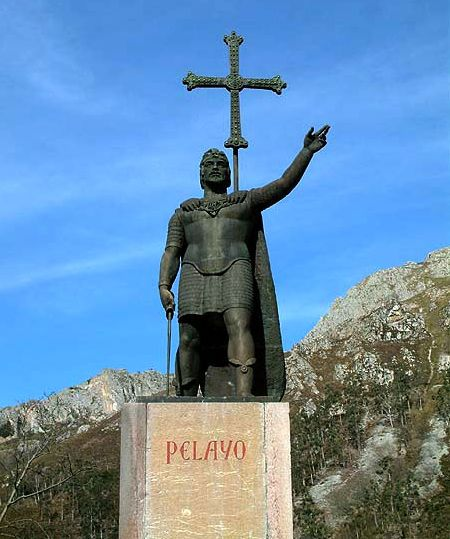
Statua di Pelagio
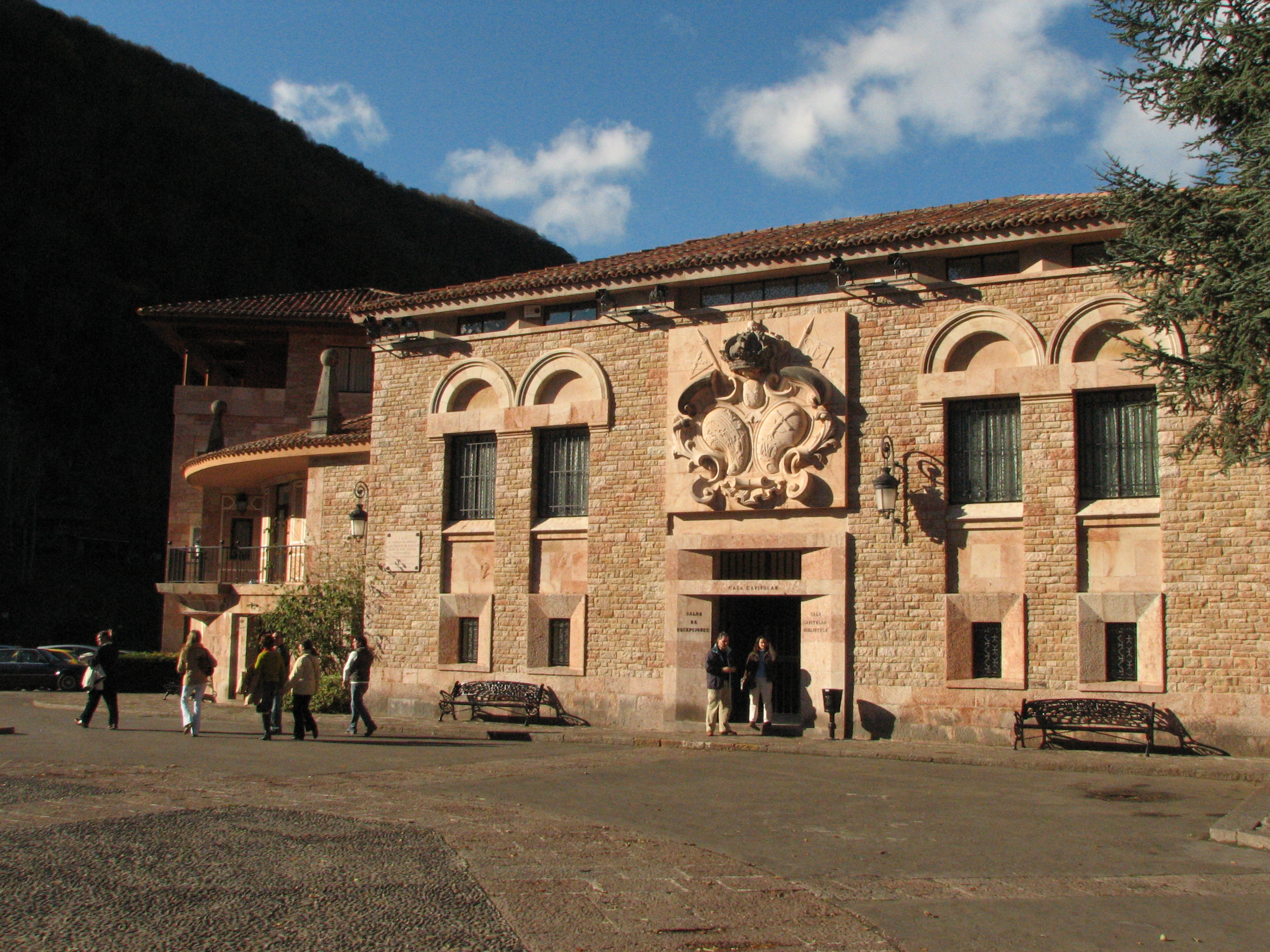
Casa capitolare
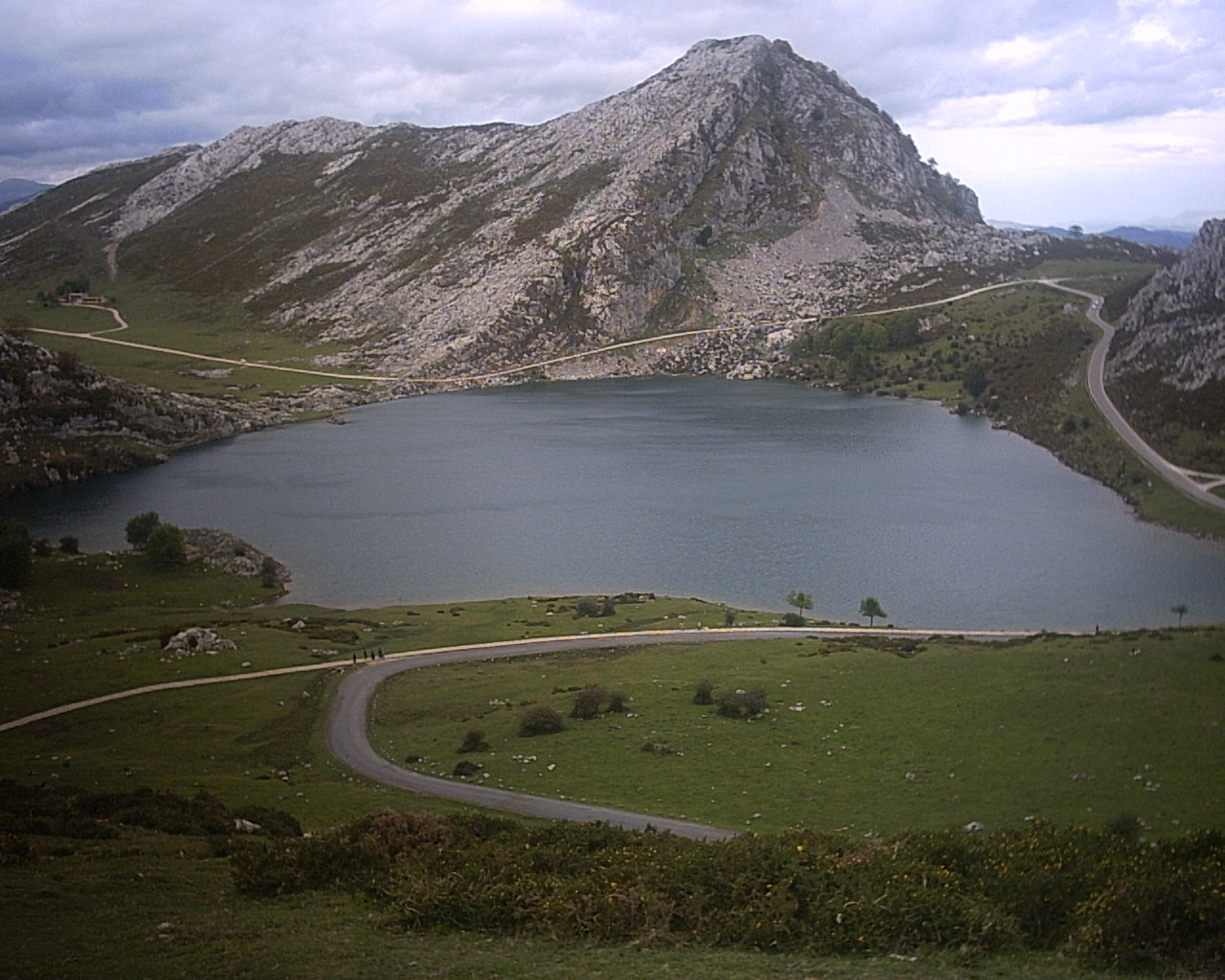
Lago Enol
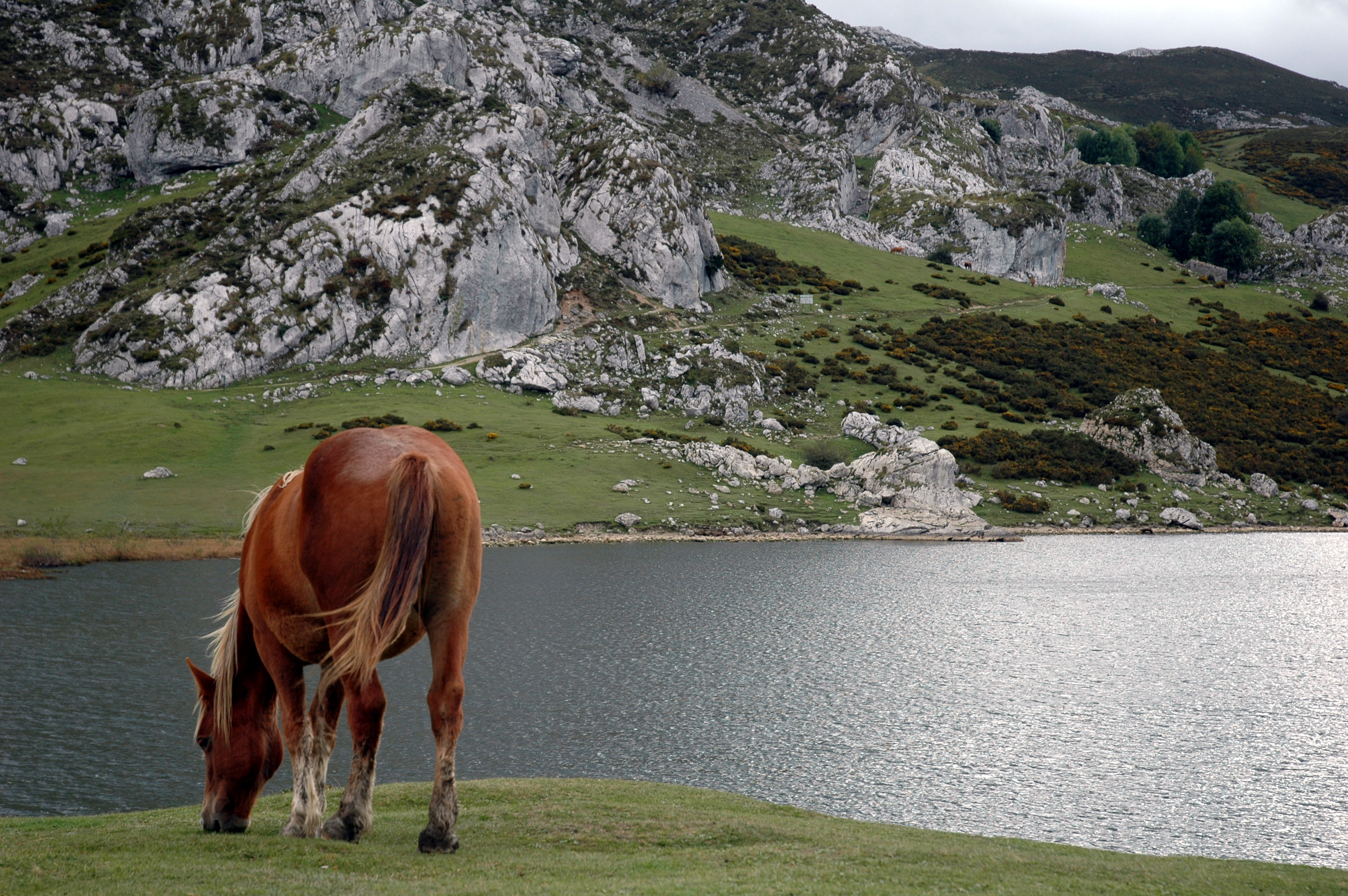
Lago Ercina